# Lemahieu
 (décembre 2022).
H. Lemahieu est une bonneterie française, créée en 1947 et implantée à Saint-André-lez-Lille, dans le département du Nord en Hauts-de-France. En 2013, il s'agit de la dernière bonneterie de France,,

## Histoire
Lemahieu est créée en 1947 par Henry Lemahieu à Lomme, commune associée de Lille. Son père, ébéniste, le pousse à se lancer dans le textile car après la Seconde Guerre mondiale, toute la France est à rhabiller ; lui aurait voulu être architecte. Avec les profits de l'entreprise, il bâtit sa maison à Lambersart et installe son atelier de tricotage au fond de son jardin et son atelier de confection dans son sous-sol. En 1969, à la suite des plaintes de ses voisins, Henry Lemahieu quitte son atelier et achète un terrain agricole à Saint-André-lez-Lille afin de bâtir son usine. Au lancement, l'usine emploie 250 employés sous 14 000 m2.
En 1979, son épouse, Suzanne, meurt accidentellement ; sa fille cadette, Édith, entre dans l'entreprise pour le seconder. Celle-ci prend la tête de l'entreprise en 1987. Avec son mari, Olivier Diers, elle fait prendre à l'usine un nouveau cap à cause de la mondialisation. En 2008, l'usine et le couple complètent leur offre par des textiles innovants. En 2013, l'entreprise lie un partenariat avec l'entreprise parisienne Le Slip français.
Depuis 2018, la manufacture est dirigée par Martin Breuvard et Loïc Baert.

## Organisation et performance financière

### Chiffre d'affaires
L'entreprise emploie 125 salariés et estime son chiffre d'affaires de six millions d'euros.

### Présidence
| Rang | Nom             | Entrée en fonction |
| ---- | --------------- | ------------------ |
| 1    | Henry Lemahieu  | 1947               |
| 2    | Édith Lemahieu  | 1987               |
| 3    | Martin Breuvart | 2018               |
| 4    | Nicolas Clément | 2024               |